# La Blava
La Blava es el nombre popular de una antigua fábrica textil ubicada en el municipio español de Roda de Ter (Barcelona), que perteneció a la empresa de Tecla Sala. El edificio, construido en 1925 y actualmente en desuso, está incluido en el Inventario del Patrimonio Arquitectónico de Cataluña. El sobrenombre catalán Blava (en español: Azul) tendría su origen en las ventanas del recinto fabril, pintadas de color azul.

## Historia
En 1896 los industriales Pau Sala y Feliu Santacreu alquilaron una pequeña fábrica de hilados de algodón en Roda de Ter, junto al río Ter (en el lugar donde se levanta actualmente La Blava) y constituyeron la sociedad colectiva Sala y Santacreu. Poco después esta sociedad se disolvió y Pau Sala continuó la producción en colaboración con su sobrino, Juan Sala. En 1901 ampliaron el negocio alquilando otra fábrica textil, can Portabella, también en Roda de Ter.
Pau Sala falleció en 1904. Su vídua, Francesca Miralpeix, prosiguió con las actividades fabriles, tomando la sociedad el nombre de Viuda de P. Sala. Tras su deceso, en 1908, el negoció pasó a su sobrina y prohijada, Tecla Sala Miralpeix, que un año antes se había casado con su primo hermano, Juan Sala. En los años siguientes la empresa amplió significativamente su producción y empezó un importante crecimiento. En 1913 compraron la fábrica textil de la familia Basté en Hospitalet de Llobregat y en 1921 adquirieron en propiedad los terrenos y naves junto al río Ter, donde Pau Sala había iniciado la actividad, además de la concesión del salto de agua. Encargaron al ingeniero Francesc Vives Pons la construcción de una nueva fábrica en ese emplazamiento, abandonando así las instalaciones de can Portavella. Las obras de la que hoy es La Blava se iniciaron en 1924. En 1926 entró en funcionamiento, con 10.000 husos importados de Inglaterra. Ese mismo año Juan Riera falleció en Barcelona y su vídua, Tecla Sala, le sucedió al frente del negocio familiar.
En los años 1940 la empresa algodonera cambió su razón social por Tecla Sala e Hijos, sociedad anónima. Tras la muerte de Tecla Sala, en 1973, sus hijos continuaron al frente del negocio, muy afectado por la crisis del textil catalán de esa época. En 1976 Hilaturas Gossypium, del industrial y banquero Jaime Castells, adquirió todos los activos de Tecla Sala e Hijos y liquidó la empresa. En 1980, tras la quiebra del grupo Castells, Hilaturas Gossypium pasó al Patrimonio del Estado, que volvió a privatizarla en 1986.
La fábrica de Roda de Ter continuó su actividad industrial durante los años 1980, aunque tuvo que hacer frente a un proceso de reconversión. En 1992 Gossypium presentó suspensión de pagos y en 1996 las instalaciones de Roda de Ter pasaron al Fondo de Garantía Salarial (Fogasa) del Ministerio de Trabajo y Seguridad Social, que las alquiló a la empresa Hilados RDT. En 1999 la fábrica cerró definitivamente.
En 2006 el ayuntamiento de Roda de Ter adquirió el conjunto, con un total de 17000 m² formados por el edificio fabril, los jardines y las viviendas de los trabajadores, tras pagar 1,2 millones de euros al Fogasa. El consistorio anunció un plan para recalificar los terrenos, construir viviendas y rehabilitar la fábrica para ubicar la sede de la Fundación Miquel Martí i Pol y otros equipamientos. Sin embargo, el proyecto quedó aparcado tras un informe desfavorable emitido por la Agencia Catalana del Agua, por la inundabilidad de la zona.
El 23 de mayo de 2007 se declaró un incendió que afectó a la torre central de la fábrica y al edificio auxiliar, antiguas oficinas, provocando el derrumbe de la cubierta. En 2013 el ayuntamiento abrió al público los jardines del recinto, tras su reacondicionamiento. El edificio de la fábrica, no obstante, permanece actualmente cerrado y sin uso.

## En la cultura
Con 14 años el poeta Miquel Martí i Pol, natural de Roda de Ter, empezó a trabajar en las oficinas de La Blava, donde también estaba empleada su madre. Fue contable de la empresa Tecla Sala durante 29 años, hasta que la esclerosis múltiple le obligó a dejar el empleo. Su experiencia laboral en La Blava le sirvió como inspiración para muchos de sus versos, especialmente en La fábrica, un libro de poesía social que denuncia la situación de los obreros, escrito en 1959 pero que no pudo publicar hasta 1971.

## Arquitectura
El conjunto, ubicado en la orilla del río Ter, está integrado por varios edificios. Destacan dos grandes naves rectangulares, paralelas entre sí, una a continuación de la otra, de dos plantas de altura cada una, con cubierta a cuatro aguas y torres cuadriculadas en los extremos. Otras edificaciones menores conectan todo el conjunto. Destacan los grandes ventanales, con marcos azules, repartidos regularmente.